# Stazione di Reggio Santo Stefano
La stazione di Reggio Santo Stefano è una stazione ferroviaria di Reggio Emilia, a servizio dei quartieri Gardenia, Tondo e Santo Stefano. Si trova sulla ferrovia Reggio Emilia-Ciano d'Enza.
È sede della ditta TIL (Trasporti Integrati e logistica) e dell'Emporio Solidale Dora. Ha ospitato gli uffici dell'Azienda Consorziale Trasporti e delle ferrovie Reggiane fino agli anni 2000.
È gestita da Ferrovie Emilia Romagna (FER).

## Storia
La stazione fu inaugurata il 15 agosto 1909, insieme al tratto ferroviario Reggio–Barco–Montecchio, il primo tratto della ferrovia Reggio-Ciano.
I lavori di costruzione della ferrovia erano iniziati nel luglio 1907. Già nel 1908, quando i lavori di costruzione avevano raggiunto Ponte Modolena (l'attuale Pieve Modolena), erano giunte a Reggio Emilia le prime due locomotive acquistate per l'esercizio, di produzione Maschinenfabrik Esslingen: le locomotive furono ricoverate nella rimessa appena ultimata presso Reggio Santo Stefano.
Reggio Santo Stefano funse da capolinea fino al 15 gennaio 1911, quando fu inaugurato il collegamento ferroviario tra la stazione di Reggio Santo Stefano e la stazione di Reggio Emilia delle Ferrovie dello Stato.
Il fabbricato della stazione è stato completamente abbattuto e ricostruito negli anni 1960.

## Movimento
La stazione è servita dai treni regionali della relazione Reggio Emilia-Ciano, svolti da Trenitalia Tper nell'ambito del contratto di servizio stipulato con la regione Emilia-Romagna.
A novembre 2019, la stazione risultava frequentata da un traffico giornaliero medio di circa 620 persone (297 saliti + 323 discesi).
Dal 2022, in seguito alla elettrificazione della ferrovia Reggio Emilia-Ciano d'Enza, è servita dai treni elettrici Stadler FLIRT e Pop di Trenitalia Tper.

## Galleria d'immagini

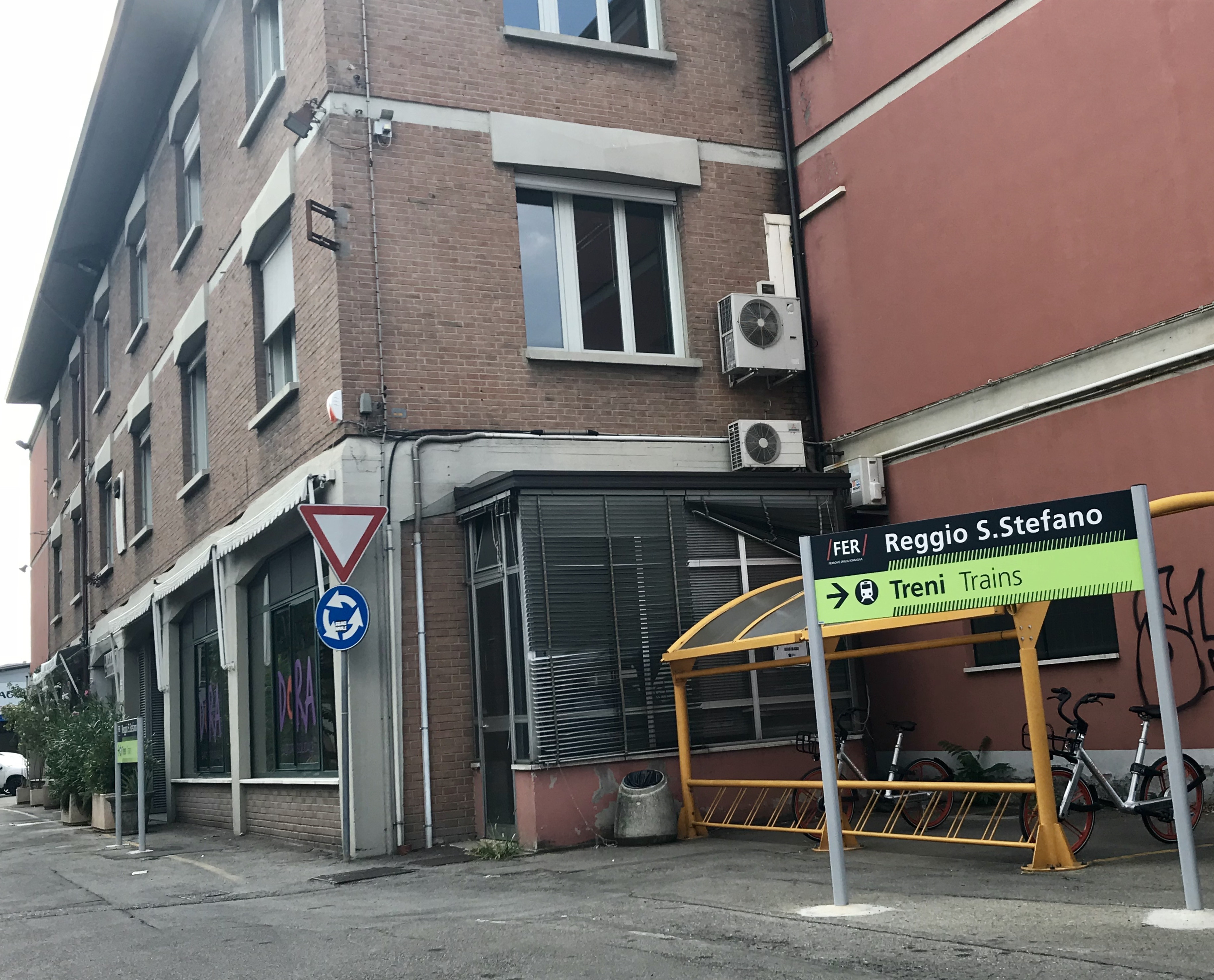
Stazione di Reggio Santo Stefano, particolare
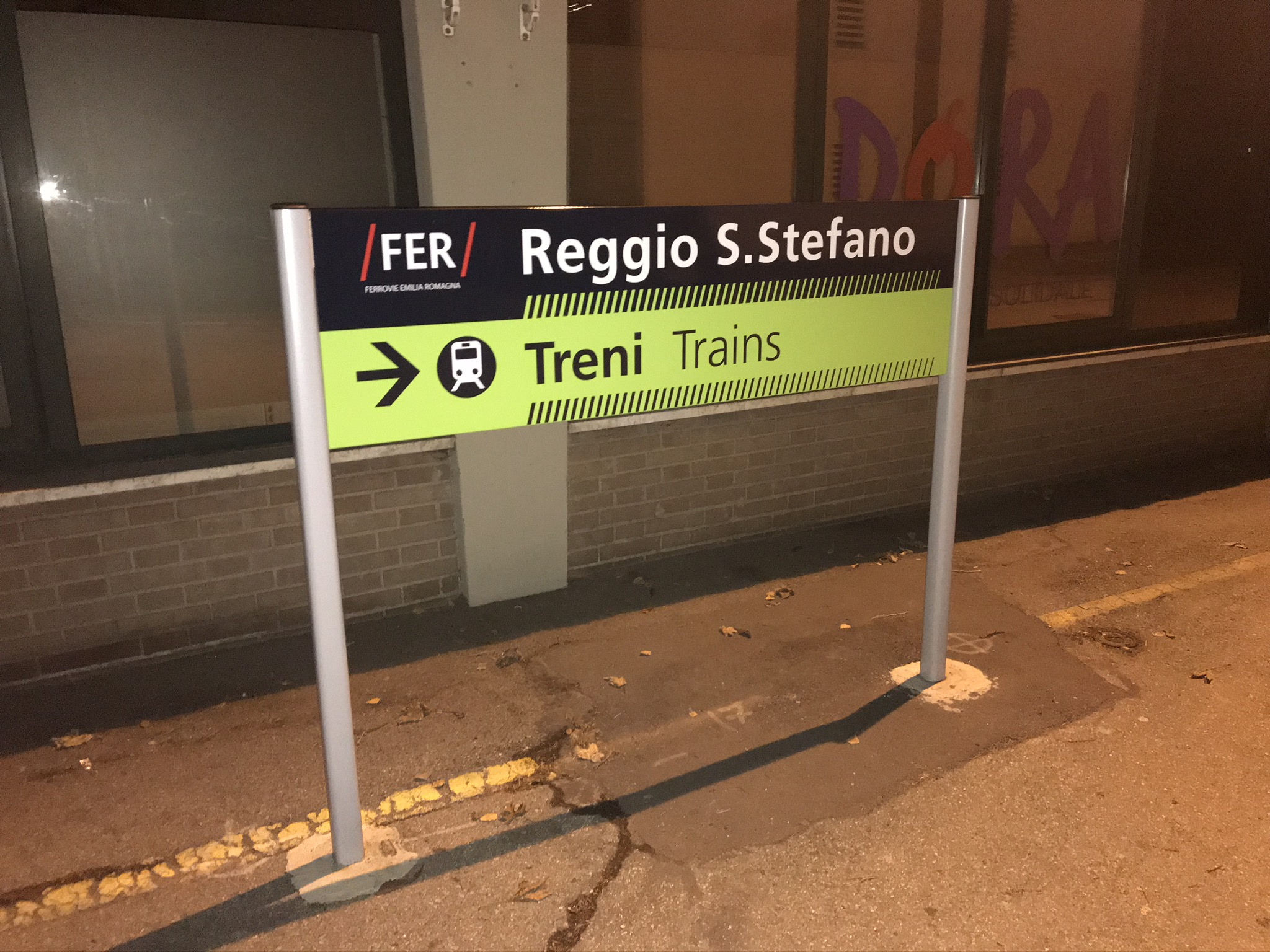
Segnaletica verticale di stazione
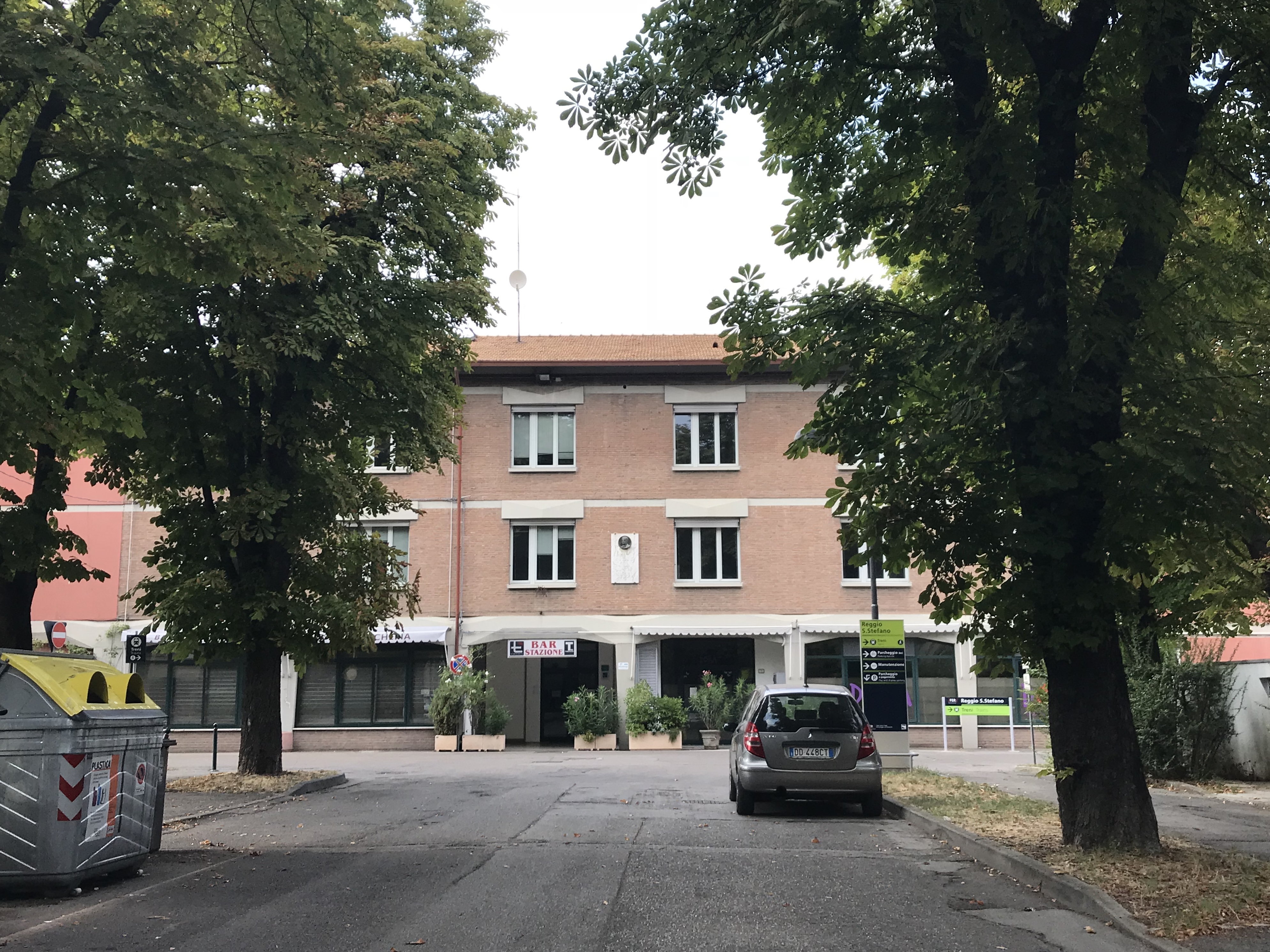
Stazione di Reggio Santo Stefano
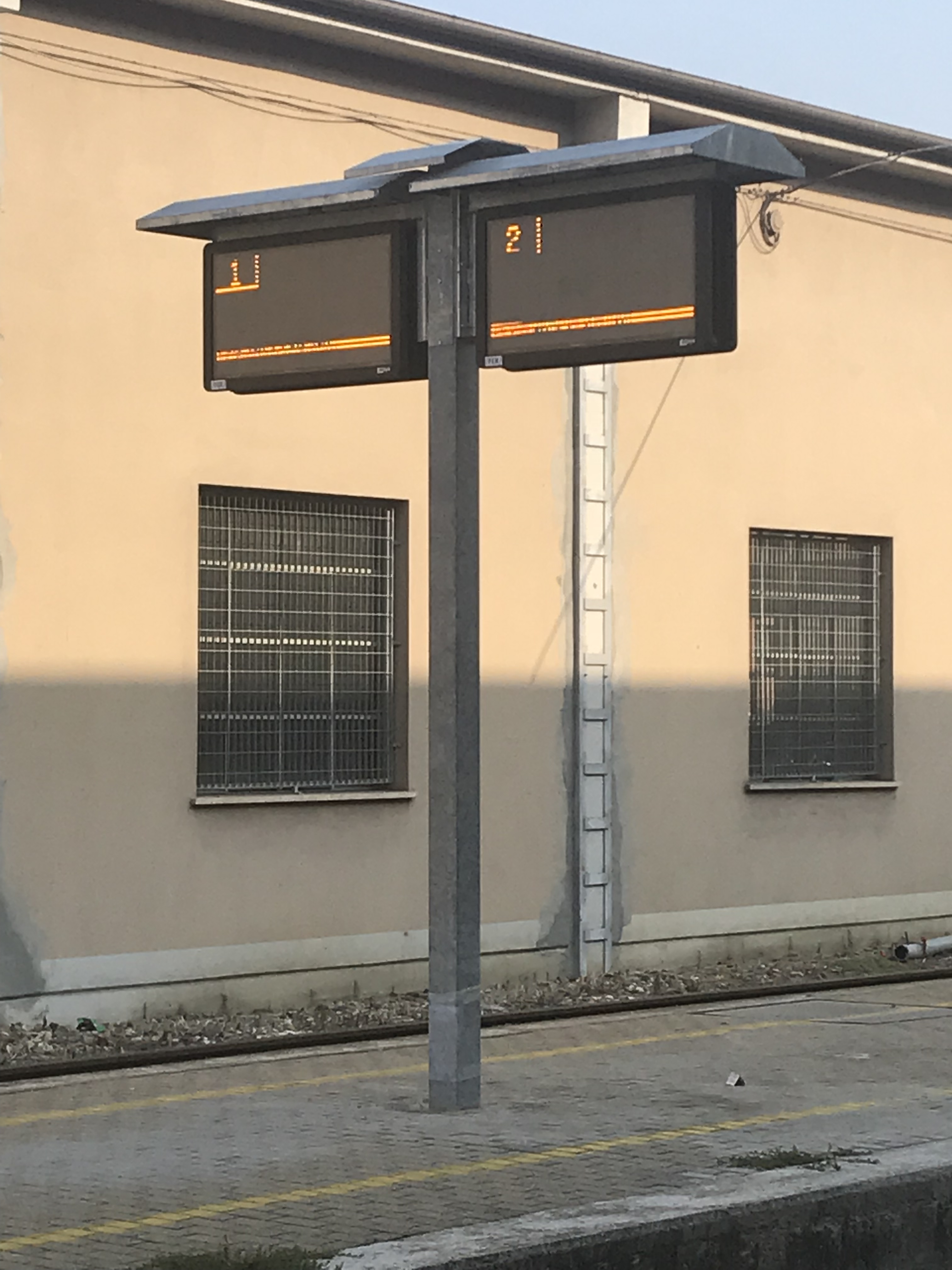
Sistema informativo luminoso a Reggio Santo Stefano